# فيرجيليو ن. كورديرو جونيور
فيرجيليو ن. كورديرو جونيور (بالإنجليزية: Virgilio N. Cordero, Jr.)‏ هو عسكري أمريكي، ولد في 6 يونيو 1893 في سان خوان في الولايات المتحدة، وتوفي في 9 يونيو 1980 في Roosevelt Roads Naval Station ‏ في الولايات المتحدة.